# (2992) Vondel
(2992) Vondel (2540 P-L) – planetoida z grupy pasa głównego asteroid okrążająca Słońce w ciągu 4,55 lat w średniej odległości 2,74 j.a. Odkryta 24 września 1960 roku.